# Giải bóng đá U-21 Quốc tế Báo Thanh Niên 2019
Giải bóng đá U21 Quốc tế báo Thanh niên 2019 (tiếng Anh: International U21 Football Tournament - Vietnam Youth Newspaper 2019) là giải bóng đá giao hữu quốc tế thường niên lần thứ 13 của giải giải bóng đá U21 Quốc tế báo Thanh niên, do báo Thanh Niên kết hợp với Liên đoàn Bóng đá Việt Nam (VFF) tổ chức, diễn ra từ ngày 30 tháng 10 đến ngày 5 tháng 11 năm 2019.

## Địa điểm thi đấu
Tất cả các trận đấu diễn ra trên Sân vận động Hòa Xuân tại thành phố Đà Nẵng.
| Đà Nẵng               |
| --------------------- |
| Sân vận động Hòa Xuân |
| Sức chứa: 20.500      |
|                       |

## Thành phần tham dự
Có 4 đội tham dự bao gồm:
| Số thứ tự | Đội bóng                    | Liên đoàn            | Huấn luyện viên | Đội trưởng    |
| --------- | --------------------------- | -------------------- | --------------- | ------------- |
| 1         | U21 Báo Thanh niên Việt Nam | Việt Nam             | Dương Hồng Sơn  | Đặng Văn Tới  |
| 2         | U19 FK Sarajevo             | Bosna và Hercegovina | Dženan Uščuplić | Salcin Dani   |
| 3         | Sinh viên Nhật Bản          | Nhật Bản             | Lee Woo Young   | Ikeya Yusuke  |
| 4         | Đại học Hanyang             | Hàn Quốc             | Jung Jae Kwon   | Moon Keon Woo |

## Trọng tài
- Các Trọng tài:
  -  Hoàng Ngọc Hà
  -  Mai Anh Hoàng
  -  Võ Minh Trí
  -  Ngô Duy Lân
  -  Nguyễn Trung Việt
  -  Phạm Hoài Tâm
  -  Linjul Talaver
  -  Relly Balila
  -  Abdul Hannan Bin Abdul Hasim
  -  Ahmad A Qashah Bin Ahmad Al Badowe

## Vòng bảng
Có 4 đội bóng tham dự năm 2019. Các đội bóng thi đấu vòng tròn một lượt để tính điểm xếp hạng. Hai đội đứng đầu bảng thi đấu trận chung kết để xác định đội vô địch. Trong khi đó, hai đội đứng thứ ba và thứ tư sẽ tranh giải ba. Các trận tranh hạng ba và tranh chức vô địch nếu sau thời gian 90 phút thi đấu chính mà kết quả hòa sẽ phải đá luân lưu 11m để xác định đội thắng cuộc. Tất cả các trận đấu diễn ra theo giờ địa phương (UTC+7).
| VT | Đội                         | ST | T | H | B | BT | BB | HS | Đ | Giành quyền tham dự |
| -- | --------------------------- | -- | - | - | - | -- | -- | -- | - | ------------------- |
| 1  | Sinh viên Nhật Bản          | 3  | 3 | 0 | 0 | 9  | 3  | +6 | 9 | Chung kết           |
| 2  | U21 Báo Thanh niên Việt Nam | 3  | 2 | 0 | 1 | 7  | 4  | +3 | 6 | Chung kết           |
| 3  | U19 FK Sarajevo             | 3  | 1 | 0 | 2 | 5  | 7  | −2 | 3 | Tranh hạng ba       |
| 4  | Đại học Hanyang             | 3  | 0 | 0 | 3 | 4  | 11 | −7 | 0 | Tranh hạng ba       |

| U19 FK Sarajevo | 0–4      | Sinh viên Nhật Bản                                                 |
| --------------- | -------- | ------------------------------------------------------------------ |
|                 | Chi tiết | Ikeya Yusuke 4' (ph.đ.) · Tabei Ryo 30', 90+2' · Niizeki Seiya 34' |

| U21 Báo Thanh niên Việt Nam                                               | 4–1      | Đại học Hanyang  |
| ------------------------------------------------------------------------- | -------- | ---------------- |
| Trần Văn Công 53' · Trần Văn Bửu 68' · Nguyễn Vũ Tín 80' · Hồ Minh Dĩ 90' | Chi tiết | Kim Sung Bin 65' |

| Sinh viên Nhật Bản                                                            | 3–2      | Đại học Hanyang                              |
| ----------------------------------------------------------------------------- | -------- | -------------------------------------------- |
| Kozuki Shosei 16' · Otake Shogo 29' · Inami Tetsuyuki 64' · Shiozaki Yuji 36' | Chi tiết | Kim Jeong Hyun 49' · Cha Oh Yeon 87' (ph.đ.) |

| U19 FK Sarajevo    | 1–2      | U21 Báo Thanh niên Việt Nam            |
| ------------------ | -------- | -------------------------------------- |
| Nagarlic Salko 41' | Chi tiết | Đặng Văn Tới 12' · Trần Danh Trung 17' |

| Đại học Hanyang   | 1–4      | U19 FK Sarajevo                                                    |
| ----------------- | -------- | ------------------------------------------------------------------ |
| Kim Woo Cheol 65' | Chi tiết | Duderija Ammar 18', 56' · Cho Hun Jae 48' (l.n.) · Salcin Dani 82' |

| U21 Báo Thanh niên Việt Nam | 1–2      | Sinh viên Nhật Bản                     |
| --------------------------- | -------- | -------------------------------------- |
| Trần Công Minh 42'          | Chi tiết | Otake Shogo 23' · Sugiura Fumiya 90+3' |

## Tranh hạng ba
| Đại học Hanyang | 0–1      | U19 FK Sarajevo    |
| --------------- | -------- | ------------------ |
|                 | Chi tiết | Nargalic Salko 87' |

## Trận chung kết
| U21 Báo Thanh niên Việt Nam                     | 2–0      | Sinh viên Nhật Bản |
| ----------------------------------------------- | -------- | ------------------ |
| Trần Danh Trung 31' · Phạm Tuấn Hải 67' (ph.đ.) | Chi tiết |                    |

### Vô địch
| Vô địch Giải bóng đá U-21 Quốc tế báo Thanh niên 2019 U21 Báo Thanh niên Việt Nam Lần thứ 5 |

## Cầu thủ ghi bàn
Tính đến ngày 30 tháng 10 năm 2019

## Kết quả chung cuộc
- Vô địch: U21 Tuyển chọn Việt Nam
- Hạng nhì: Sinh viên Nhật Bản
- Hạng ba: U19 FK Sarajevo
- Giải phong cách: Sinh viên Nhật Bản
- Cầu thủ xuất sắc nhất giải: Trần Danh Trung (U21 Tuyển chọn Việt Nam)
- Cầu thủ Việt Nam xuất sắc nhất: Đặng Văn Tới (U21 Tuyển chọn Việt Nam)
- Thủ môn xuất sắc nhất: Dương Tùng Lâm (U21 Tuyển chọn Việt Nam)

## Truyền hình
- Các kênh: VTV6, HTV Thể Thao, SCTV15, VTC3, Bóng đá TV, Đài PTTH Đà Nẵng, Thanh Niên media, Youtube thể thao 360.

## Nhà tài trợ
- Giải U.21 quốc tế 2019 có các nhà tài trợ. Nhà tài trợ Vàng: Khách sạn Golden Bay Đà Nẵng, Nhà tài trợ Vận chuyển: Tổng Công ty Hàng không Việt Nam - Vietnam Airlines, Nhà tài trợ Đồng: Tập đoàn Trung Nguyên Legend cùng các đơn vị hỗ trợ: Tổng Công ty Bảo hiểm Bảo Minh, Tổng Công ty Becamex IDC, Công ty Cổ phần Nước giải khát Yến sào Khánh Hòa cùng các đơn vị tài trợ khác.